# Bahçeyaka, Bodrum
Bahçeyaka là một xã thuộc huyện Bodrum, tỉnh Muğla, Thổ Nhĩ Kỳ. Dân số thời điểm năm 2011 là 661 người.